# Bob Latchford
Bob Latchford, född 18 januari 1951 i Birmingham, är en före detta engelsk fotbollsspelare.
Latchford var en centerforward som hade sina främsta kvaliteter i huvudspelet. Trots att han var storväxt, var han även relativt snabb, särskilt på korta sträckor. Latchford inledde karriären i Birmingham City i slutet av 1960-talet och gjorde 68 mål på 160 ligamatcher fram till februari 1974, då han värvades av Everton för 350 000 pund, vilket gjorde honom till den dyraste spelaren i Storbritannien. I Everton var han lagets bäste målskytt sex år i rad, och säsongen 1977/78 blev han skyttekung i division ett med sina 30 ligamål. Efter 106 mål på 236 ligamatcher lämnade han Everton sommaren 1981 för tre säsonger i Swansea City. Latchford gjorde hattrick i debuten för Swansea och kom att göra 35 mål på 87 ligamatcher.
Latchford gjorde landslagsdebut för England i en VM-kvalmatch mot Italien i november 1977. Hård konkurrens från andra spelare gjorde dock att han inte kom upp i mer än tolv landskamper och fem mål.